# Првенство Србије у рагбију 2019.
Првенство Србије у рагбију 2019. је било 63. издање првенства наше државе у рагбију. 
Укупно су учествовала четири тима, Партизан и Рад из Београда, Војводина из Новог Сада и Динамо из Панчева. Због финансијских проблема и малог фонда играча, преостали српски рагби клубови нажалост нису могли да учествују. У лигашком делу сезоне одиграно је једанаест утакмица. Првопласирани Партизан и другопласирани Рад су се борили за пехар у финалној серији. Плаво-бели су повели у серији, пошто су на Ади изненадили актуелног шампиона. Треба напоменути да је за Рад на тој утакмици играо искусни хрватски рагбиста Твртко Думанчић, који је у прошлости играо три године на Новом Зеланду. Ипак најтрофејнији српски рагби клуб Партизан је преокренуо серију у своју корист и тако заслужено дошао до деветнаесте титуле националног првака. Најбољи поентер лиге је био млади отварач Партизана Александар Андрић, који је постигао укупно 97 поена и тако дао допринос освајању титуле.

## Учесници
- Војводина Нови Сад
- Динамо Панчево 1954
- Партизан Београд
- Рад Београд

## Резултати
- 1. Коло

Динамо Панчево - Рад 0:116
- 2. Коло

Рад - Војводина 41:19
Партизан - Динамо Панчево 25:0
- 3. Коло

Војводина - Партизан 15:29
- 4. Коло

Динамо Панчево - Војводина 20:48
- 5. Коло

Рад - Партизан 25:0
- 6. Коло

Рад - Динамо Панчево 62:5
- 7. Коло

Војводина - Рад 17:28
Динамо Панчево - Партизан 3:81
- 8. Коло

Партизан - Војводина 69:0
- 9. Коло

Војводина - Динамо Панчево 31:21
- 10. Коло

Партизан - Рад 55:14

## Финална серија
- Прва утакмица Партизан - Рад 16:18
- Друга утакмица Рад - Партизан 10:39
- Трећа утакмица Партизан - Рад 41:0

## Табела Првенства Србије у рагбију XV 2019.
|   | Тим                | ИГ | Д | Н | И | Б  |  |
| - | ------------------ | -- | - | - | - | -- |  |
| 1 | Партизан Београд   | 6  | 5 | 0 | 1 | 25 |  |
| 2 | Рад Београд        | 6  | 5 | 0 | 1 | 24 |  |
| 3 | Војводина Нови Сад | 6  | 2 | 0 | 4 | 10 |  |
| 4 | Динамо Панчево     | 6  | 0 | 0 | 6 | 0  |  |

| Шампион Србије у рагбију 2019. |
| ------------------------------ |
| Партизан 19. титула            |

## Индивидуална статистика

### Највише постигнутих поена
- Александар Андрић (Партизан) 97 поена
- Никола Станковић (Рад) 42 поена
- Стефан Ђорђевић (Партизан) 44 поена
- Марко Капор (Рад) 38 поена
- Рајко Јанковић (Војводина) 31 поен
- Никола Татић (Динамо Панчево 1954) 14 поена

### Највише постигнутих есеја
- Стефан Ђорђевић (Партизан) 8 есеја
- Ђорђе Прерадојевић (Партизан) 7 есеја
- Игор Дејановић (Партизан) 7 есеја
- Богдан Стојановић (Рад) 6 есеја
- Аљоша Маринковић (Војводина) 5 есеја
- Данијел Кајан (Динамо Панчево 1954) 2 есеја